# واوکس سور لونین
واوکس سور لونین (به فرانسوی: Vaux-sur-Lunain) یک کمون در فرانسه است که در Canton of Lorrez-le-Bocage-Préaux واقع شده‌است.

## خصوصیات
واوکس سور لونین ۸٫۴۷ کیلومترمربع مساحت و ۲۰۰ نفر جمعیت دارد.